# Turmero (paroisse civile)
Pour les articles homonymes, voir Turmero.
Turmero est l'une des cinq paroisses civiles de la municipalité de Santiago Mariño, dans l'État d'Aragua au Venezuela. Sa capitale est Turmero, chef-lieu de la municipalité. Sa population s'élève à 106 268 habitants.

## Géographie
Hormis sa capitale Turmero, la paroisse civile possède plusieurs localités :
- El Mácaro ;
- La Encrucijada ;
- La Julia ;
- La Represa ;
- Las Overos ;
- Parcelamiento La Concepción ;
- Turmero.

## Sources
- (es) Cet article est partiellement ou en totalité issu de l’article de Wikipédia en espagnol intitulé « Municipio Santiago Mariño » (voir la liste des auteurs).